# Жигайлівка (Охтирський район)
Жига́йлівка — село в Україні, у Боромлянській сільській громаді Охтирського району Сумської області. Населення становить 1036 осіб. Колишній орган місцевого самоврядування — Жигайлівська сільська рада.

## Географія
Село Жигайлівка знаходиться на березі річки Боромля, вище за течією на відстані 4 км розташоване село Ясенок (Сумський район), нижче за течією на відстані 1 км розташоване село Шевченків Гай. На річці і на струмках що протікають по селу кілька загат.

## Історія
Дата першої згадки - 1681 рік
У XVIII столітті (до 1765 року) Жигайлівка була сотенною слободою Охтирського козацького слобідського полку.
Станом на 1779 р. — військова слобода Охтирського повіту Харківського намісництва, кількість мешканців — 1387 (1262 «військові обивателі» і 125 «власницьких підданих»).
12 жовтня 1787 року поблизу села впав метеорит Жигайлівка.
За даними на 1864 рік у казеній слободі, центрі Жигайлівської волості Харківської губернії, мешкало 2447 осіб (1180 чоловічої статі та 1267 — жіночої), налічувалось 403 дворових господарства, існувала православна церква, відбувалось 4 ярмарки.
Станом на 1914 рік кількість мешканців села зросла до 5816 осіб.
Під час організованого радянською владою Голодомору 1932—1933 років померло щонайменше 300 жителів села.
12 червня 2020 року, відповідно до розпорядження Кабінету Міністрів України № 723-р «Про визначення адміністративних центрів та затвердження територій територіальних громад Сумської області», село увійшло до складу Боромлянської сільської громади.
19 липня 2020 року, в результаті адміністративно-територіальної реформи та ліквідації Тростянецького району, громада увійшла до складу новоутвореного Охтирського району.
У період з 24 до 27 березня 2022 року в селі Жигайлівка російські військові пограбували два магазини, з яких викрали алкоголь та тютюнові вироби, м’ясні продукти, бакалійні вироби, апарат для приготування кави та електрочайник. Сума викраденого становить понад 124 тисячі гривень. Також з Жигайлівської загальноосвітньої школи та Будинку культури викрали офісну техніку, зокрема, комп’ютери, ноутбуки, принтери.

## Населення

### Мова
Розподіл населення за рідною мовою за даними перепису 2001 року:
| Мова       | Кількість | Відсоток |
| ---------- | --------- | -------- |
| українська | 993       | 95.85%   |
| російська  | 38        | 3.66%    |
| румунська  | 3         | 0.29%    |
| білоруська | 1         | 0.10%    |
| вірменська | 1         | 0.10%    |
| Усього     | 1036      | 100%     |

## Уродженці
- Бондаренко Ігор Анатолійович — український військовик, учасник російсько-української війни[10].
- Чепіга Валерій Якович (1980—2015) — солдат Збройних сил України, учасник російсько-української війни[11].
- Шульга Семен Никифорович (1912—1950) — Герой Радянського Союзу (1945).